# Józef Kusz
Józef Wiktor Kusz (ur. 1938 w Płużnicy Wielkiej, zm. 2 lutego 2025) – polski fizyk, specjalizujący się w fizyce doświadczalnej i plazmie niskotemperaturowej; nauczyciel akademicki związany z Wyższą Szkołą Pedagogiczną w Opolu.

## Życiorys
Urodził się w rodzinie chłopskiej. Uczęszczał początkowo do szkoły podstawowej w rodzinnej miejscowości, po czym przeniósł się do Toszku, którą ukończył w 1951 roku. Następnie kontynuował naukę w Liceum Ogólnokształcącym w Strzelcach Opolskich. Szkołę tę ukończył w 1955 z dyplomem przodownika nauki. Rozpoczął studia na kierunku geofizyka na Akademii Górniczo-Hutniczej w Krakowie. Jednak ze względu na problemy socjalne po pierwszym roku przeniósł się na Wyższą Szkołę Pedagogiczną w Opolu, gdzie otrzymał miejsce w akademiku Mrowisko oraz wszystkie świadczenia socjalne. Studia ukończył w 1959.
W tym samym roku wyjechał wraz z żoną, Jadwigą Tarchałą, koleżanką z roku do Jeleniej Góry, gdzie został nauczycielem fizyki w miejscowym Technikum Mechanicznym. Zorganizował tam od podstaw pracownię fizyczną oraz osiągał sukcesy dydaktyczne. W 1961 za namową prof. Rościsława Oniszczyka wrócił do WSP w Opolu, obejmując asystenturę. Stopień naukowy doktora otrzymał w 1969 roku. W 1979 roku napisał pracę habilitacyjną pt Generowanie plazmy przy powierzchni ferroelektryków, którą obronił na Uniwersytecie Wrocławskim. Mimo tego Centralna Komisja Kwalifikacyjna (CKK) w Warszawie nie zatwierdziła jego stopnia. W związku z tym napisał nową rozprawę habilitacyjną, którą obronił w 1992 na Uniwersytecie Mikołaja Kopernika w Toruniu. Tym razem tytuł zyskał zatwierdzenie CKK i uzyskał stopień naukowy doktora habilitowanego. Niedługo potem otrzymał stanowisko profesora nadzwyczajnego na Uniwersytecie Opolskim.
Na Uniwersytecie Opolskim sprawował wiele funkcji organizacyjnych, w tym m.in. dyrektora Instytutu Fizyki oraz w latach 1999–2002 dziekana Wydziału Matematyki, Fizyki i Chemii UO.